# Zoutwinning

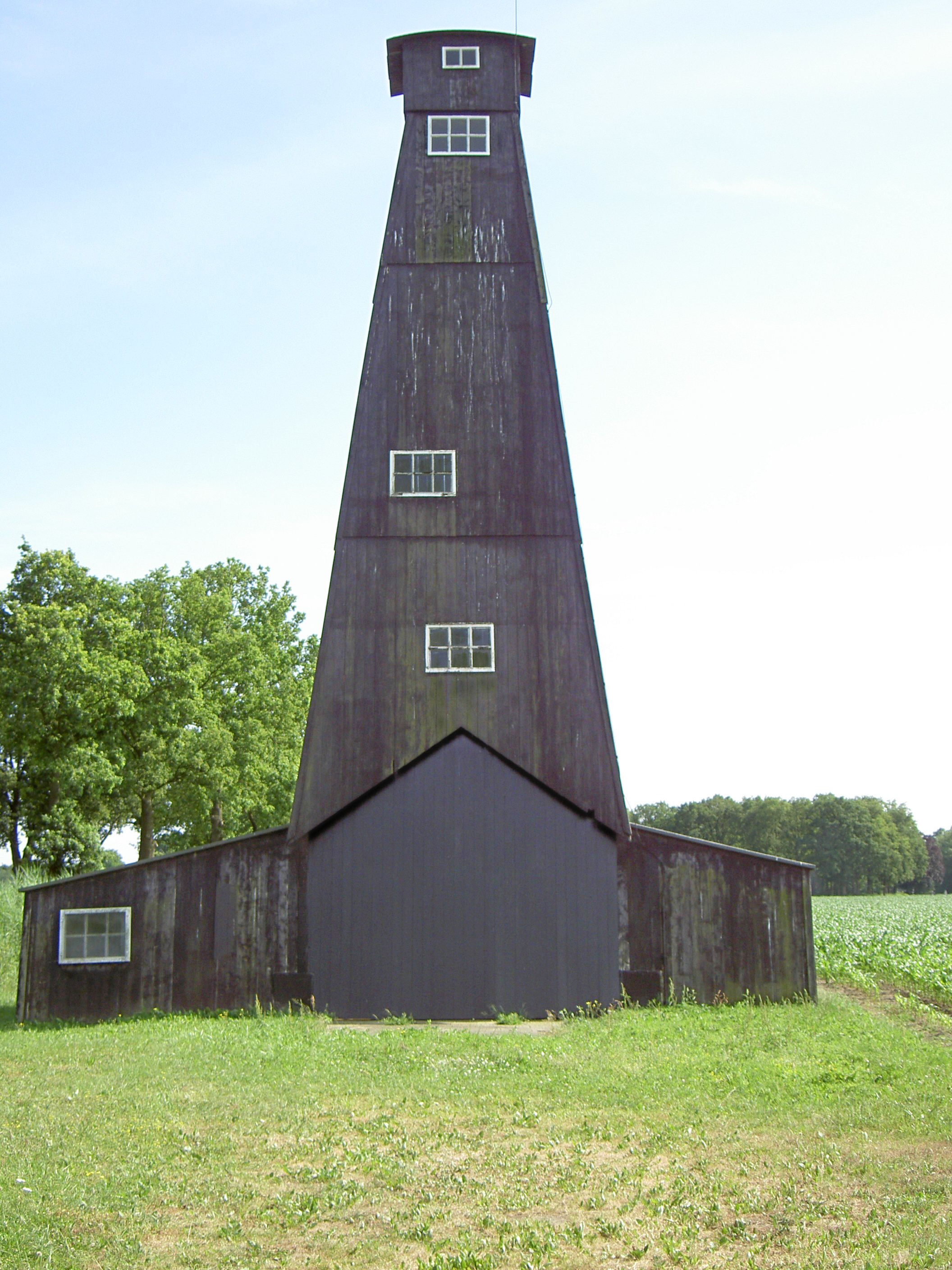
Zoutboortoren bij Twekkelo

Zoutwinning is het winnen van zouten, met name keukenzout. Na de winning moet het zout meestal nog gezuiverd worden.
Er zijn verschillende zoutwinningsmethoden: winning uit de bodem (bijvoorbeeld in zoutmijnen waar steenzouten en kalizouten worden gewonnen), en door middel van boringen in de grond. Ook zijn er twee manieren voor het winnen van zeezout uit de zee en uit zouthoudende oppervlaktewateren.
Zout komt in de natuur voor in de grond als steenzout op plaatsen waar ooit binnenzeeën of randzeeën zijn opgedroogd. Het wordt daaruit al eeuwen gewonnen, bijvoorbeeld bij Salzburg, dat niet voor niets zo heet: Salz is het Duitse woord voor zout. Zeewater bestaat voor bijna 3,5% uit zout en het wordt daaruit gewonnen door verdamping van het water. 
Zout kan ook gewonnen worden met oplosmijnbouw. Er wordt zoet water ingebracht in een zoutlaag die diep in de grond zit. Het zout lost op in het water en dit wordt vervolgens weer opgepompt. 

## Zeezout

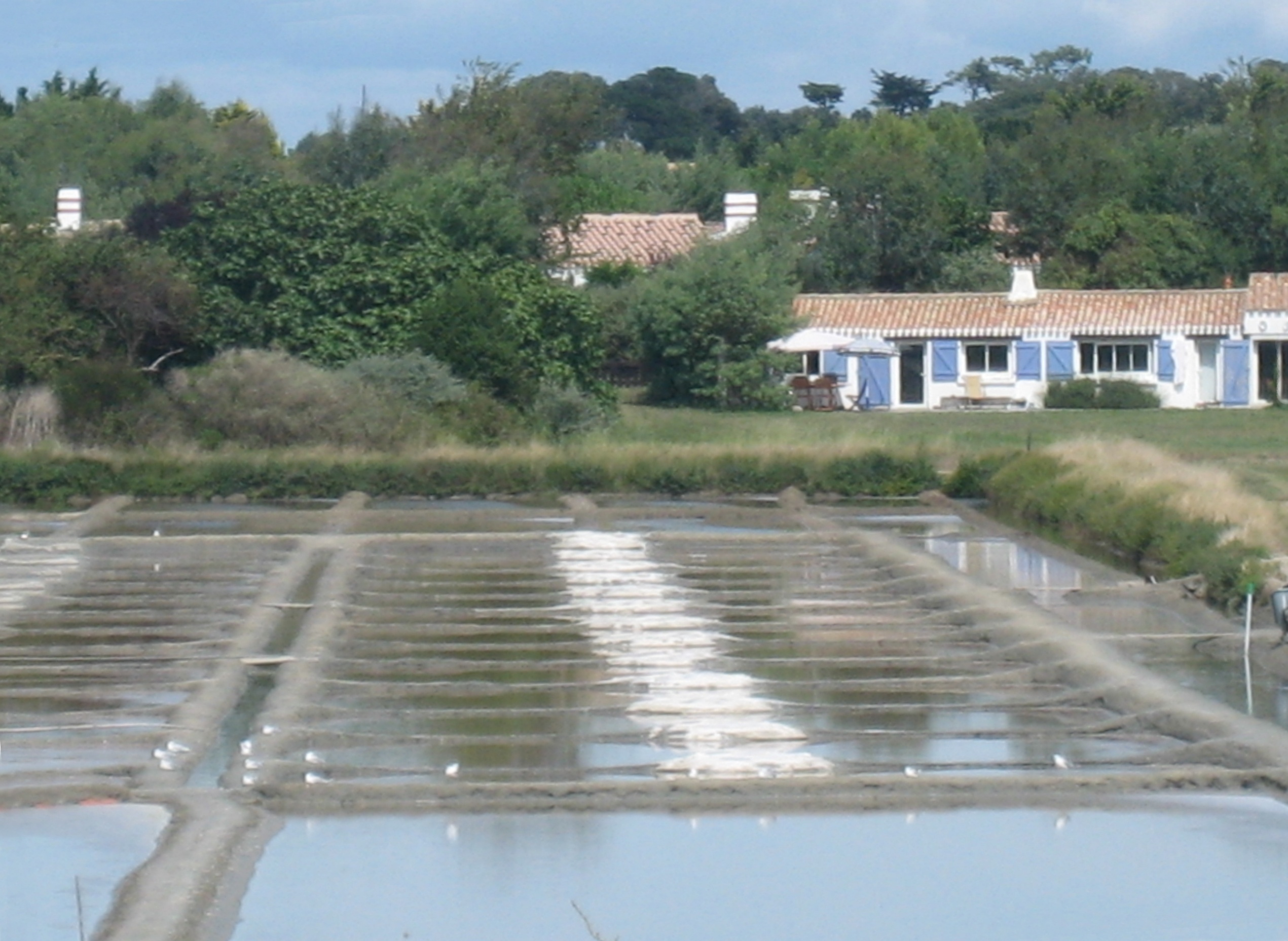
Traditionele zoutwinning in zoutpannen

Om zeezout uit zee te halen worden lage muurtjes langs de zee gebouwd. Achter de muurtjes liggen grote bekkens of zoutpannen. De Romeinen hebben als eerste zoutpannen aangelegd. Langzaam stroomt het zeewater van het ene bekken naar het andere, van de grotere naar de kleinere. De zon verhit het water, waarvan steeds meer verdampt. Als het helemaal verdampt is, blijft het zout over. Hierna wordt het zout goed schoongemaakt.
Zoutpannen zijn te vinden in streken met een gunstig klimaat, zoals Portugal (de stad Aveiro is bijvoorbeeld beroemd om zijn zeezout), de Canarische Eilanden en Bonaire. In (Europees) Nederland is de eerste zeezoutfabriek in 2019 geopend voor zeezoutwinning met behulp van zonnecellen.

## Zoutmijnen
Al sinds het midden van de bronstijd wordt steenzout gewonnen in zoutmijnen. Met name de Hallstattcultuur dolf in de buurt van Salzburg diepe schachten in de Kalkalpen. Vele vondsten getuigen van de lange geschiedenis van deze mijnen, waarvan sommige tot in de 18e eeuw gebruikt werden. De rijkdom van deze cultuur kan dan ook met enige waarschijnlijkheid aan zouthandel worden toegeschreven. Ook in Wieliczka gaat de historie van de zoutmijnbouw tot deze tijd terug en kent een vergelijkbaar continu gebruik.

## Zoute bronnen
Op vele plaatsen in de wereld komt zout water spontaan aan het oppervlak. Dit zijn vanouds plaatsen geweest waar zout gewonnen werd. Ook in water uit andere minerale bronnen is zout opgelost, maar vaak in een lage concentratie. Voorbeelden plaatsen met zoute bronnen zijn:
- De bronnen in Hallein in de huidige Oostenrijkse deelstaat Salzburg werden al in de Steentijd (2500 tot 2000 voor Chr.) gebruikt om zout te winnen.
- In Bad Salzungen in de Duitste deelstaat Thüringen werd in de Karolingische tijd zout gewonnen.
- Syracuse in New York, Verenigde Staten. Hier werd vanaf de 17e eeuw tot vroeg in de 20e eeuw zout gewonnen.
- Zoutpannen van Maras in Peru. Daar wordt in de 21e eeuw nog zout gewonnen uit water dat uit de grond komt.

## Zoutwinning in Nederland

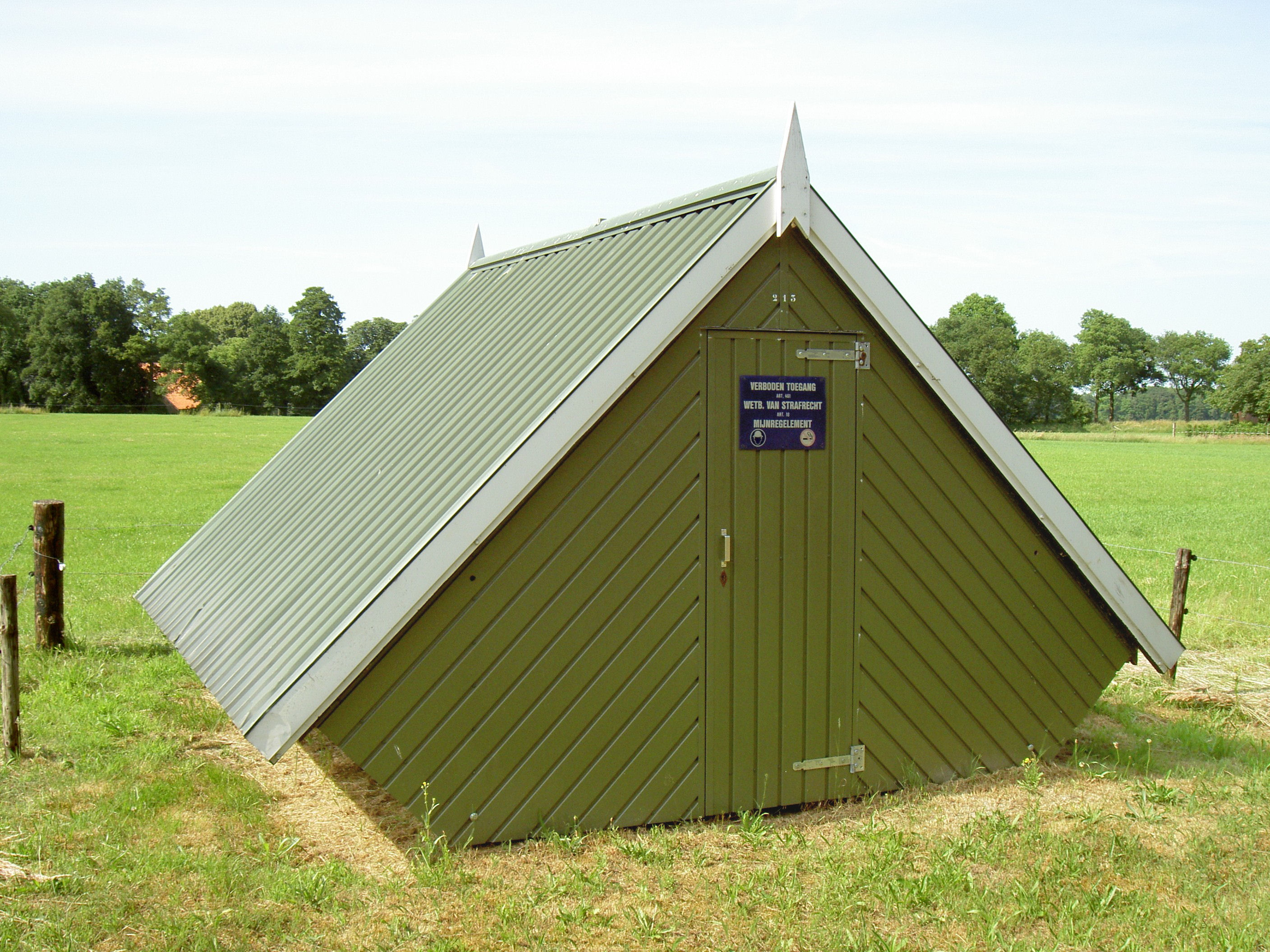
Zouthuisje bij Twekkelo

### Moernering
Tot in de 16e eeuw werd in Nederland zeezout gewonnen door moernering. Hiervoor werd laagveen gebruikt dat ooit door zeewater was overspoeld. Na drogen kon de gevormde turf eerst als brandstof gebruikt worden, daarna kon de as gebruikt worden als grondstof voor zout. De bijkomende zoutproductie werd echter snel de hoofdreden voor het steken van deze turf. Waar buitendijks veen werd gestoken leidde dat tot verlies van de vooroever. In de late middeleeuwen en daarna zouden als gevolg hiervan door dijkdoorbraken geregeld gronden met dorpen en zelfs steden, bijvoorbeeld de historische stad Reimerswaal, tijdens stormvloeden "verdrinken".

### Ondergronds zout
Ongeveer 260 miljoen jaar geleden bedekte een ondiepe binnenzee, de Zechsteinzee, het tegenwoordige Noordwest-Europa. In het toen heersende droge klimaat verdampte het zeewater op grote schaal en zout bleef daarbij op de bodem achter. Op deze zoutlagen kwamen later honderden meters nieuwe sedimenten te liggen.
Ook in Nederland zit zout in de grond, vlak bij de plaats Hengelo in de provincie Overijssel, bij Veendam in de provincie Groningen en in de Riedpolder rondom Sexbierum (Friesland). In Veendam wordt magnesiumzout gewonnen door Nedmag en bij Heiligerlee en Hengelo keukenzout door AkzoNobel. In Harlingen staat de fabriek van Frisia Zout die tot 2021 zout uit de diepe ondergrond in de omgeving won om diverse soorten zout te maken. Daarna exploiteerde ze een zoutvoorkomen onder de Waddenzee via een drie kilometer lange pijpleiding.
De eerste keer dat in de Nederlandse bodem zout werd ontdekt was in 1886 in Delden. Op zoek naar schoner drinkwater stuitte men bij toeval op de zoutlagen. Tot dan kwam het zout vooral uit Duitsland, maar nadat door de Eerste Wereldoorlog de zoutimport moeilijk geworden was, besloot men om zelf in Nederland zout te winnen. In 1919 begon in Boekelo bij de Koninklijke Nederlandse Zoutindustrie de productie van zout. De klassieke toren, zoals ook op de afbeelding gezien kan worden, is vandaag de dag echter een industrieel monument. De eigenlijke winning gebeurt in zouthuisjes, die overal in het landschap te vinden zijn.
De methode om zout uit de grond te halen is sindsdien nauwelijks veranderd. Er worden buizen in de grond geboord, die uitkomen in de zoutlaag. Door deze buizen wordt heet water gepompt. Het zout lost op in het water en het ontstane pekelwater wordt weer door de buizen naar boven gepompt en naar de fabriek gevoerd, waar het water in vacuümketels wordt verdampt. Het zout blijft over en wordt gedroogd in een centrifuge.
Zoutwinning vindt plaats in Twente, Oost-Groningen en Noordwest-Friesland. Jaarlijks produceren drie bedrijven, dat zijn AkzoNobel, Frisia Zout en Nedmag, ongeveer 6,5 miljoen ton zout. In 2011 werd een nieuwe concessie toegekend aan Frisia Zout voor winning onder de Waddenzee. De diepte van zoutwinning varieert van 350 tot 3.000 meter.